# Robert Slimbach
Robert Slimbach (* 15. Dezember 1956 in Evanston (Illinois)) ist ein amerikanischer Schriftdesigner und Leiter der Schriftentwicklung bei Adobe Inc. Seine Arbeiten wurden vielfach ausgezeichnet.

## Leben
Slimbach wuchs in Südkalifornien auf. Nach dem Abschluss des Colleges, das er mit einem Sport-Stipendium als Kunstturner besuchte, betrieb er zunächst eine kleine Siebdruckerei für Plakate und Grußkarten und entwickelte ein Interesse an Grafikdesign und Typografie. Von 1983 bis 1985 arbeitete er für die Firma Autologic Inc. in Newbury Park (Kalifornien) als Schriftentwerfer und vertiefte seine Kenntnisse in Kalligrafie und Schriftgestaltung. Während dieser Zeit lernte er Sumner Stone (* 1945) kennen, den späteren typographischen Direktor bei Adobe, der ihn zu Adobe holte. Von 1985 bis 1987 war Slimbach als selbständiger Schriftdesigner tätig und entwarf die Schriften ITC Slimbach und ITC Giovanni für die International Typeface Corporation in New York. Seit 1987 arbeitet er bei Adobe Systems und hat eine Reihe sehr erfolgreicher Schriften für das Adobe-Originals-Programm entworfen. Ein Schwerpunkt seines Schaffens liegt auf Textschriften mit klassischer Anmutung, häufig auf der Grundlage traditioneller Bleisatzschriften.
Als Leiter der Schriftenentwicklung bei Adobe hat Slimbach sich für die Mehrsprachigkeit von Fonts sowie die Verwendung unterschiedlicher optischer Größen und kontextabhängiger Glyphen in OpenType-Fonts eingesetzt. Seit der Jahrtausendwende erscheinen neue Entwürfe von Slimbachs Hand in größeren Abständen, weil er sich verstärkt der Weiterentwicklung seiner älteren Schriften für das wesentlich aufwändigere OpenType-Format widmet. Während eine Schrift im Type-1-Format typischerweise aus etwa 200 bis 500 Glyphen besteht, umfasst ein OpenType-Font 1500 bis 3000 Glyphen. So entstand beispielsweise aus der Adobe Garamond (Type 1) die Adobe Garamond Pro (OpenType), der schließlich 2004 die noch ausgefeiltere Garamond Premier Pro zur Seite gestellt wurde.
1991 wurde Slimbach mit dem Prix Charles Peignot der Association Typographique Internationale (ATypI) ausgezeichnet, der in unregelmäßigen Abständen an Schriftentwerfer unter 35 Jahren verliehen wird, die einen außerordentlichen Beitrag zum Schriftdesign geliefert haben. Mehrere seiner Schriften gewannen den jährlichen TDC2-Wettbewerb des Type Directors Club.
Neben seiner Tätigkeit als Schriftdesigner ist Slimbach auch als Fotokünstler, vor allem mit Schwarz-Weiß-Porträts, hervorgetreten.

## Schriftentwürfe
- Type-1-Fonts und Multiple Master Fonts
  - Caflisch Script
  - Cronos
  - Adobe Garamond (1989)
  - Adobe Jenson
  - Kepler
  - Minion (1990)
  - Minion Cyrillic
  - Myriad (mit Carol Twombly)
  - Poetica (1992)
  - Sanvito
  - Utopia (1988)

- OpenType-Schriftarten (überarbeitete und neue Schriftarten)
  - Arno Pro (2007)[3] – TDC2-Gewinner 2007
  - Brioso Pro[4] – TDC2-Gewinner 2002
  - Caflisch Script Pro (mit zahlreichen neuen Glyphen) – ausgezeichnet im bukva:raz!-Wettbewerb der ATypI 2001
  - Cronos Pro
  - Garamond Premier Pro (2004)[5] – TDC2-Gewinner 2006
  - Adobe Garamond Pro
  - Adobe Jenson Pro
  - Kepler Standard
  - Minion Pro (erweitert um griechischen Zeichensatz) – ausgezeichnet im bukva:raz!-Wettbewerb der ATypI 2001
  - Minion 3 (erweitert um armenischen und IPA-Zeichensatz)
  - Myriad Pro (mit griechischem und kyrillischem Zeichensatz, zusammen mit Carol Twombly, Fred Brady und Christopher Slye) – TDC2-Gewinner 2000, ausgezeichnet im bukva:raz!-Wettbewerb der ATypI 2001
  - Poetica Standard
  - Sanvito Standard
  - Utopia Standard (in verschiedenen optischen Größen)
  - Warnock Pro – TDC2-Gewinner 2001

Ferner entwarf Slimbach die nicht im Handel erhältliche neue Adobe-Hausschrift Adobe Clean.